# Jelle Geens
Jelle Geens (* 15. Dezember 1993 in Heusden-Zolder) ist ein belgischer Triathlet, Mitglied des Nationalteams, dreifacher Olympiastarter (2016, 2020, 2024) und amtierender Weltmeister Ironman 70.3 (2024).

## Werdegang
2011 wurde Jelle Geens Vizeeuropameister Triathlon der Junioren. 2013 wurde er U23-Vizeeuropameister Triathlon hinter dem Schweizer Florin Salvisberg.
2019 wurde er in der Elite-Klasse Dritter bei der Europameisterschaft auf der olympischen Kurzdistanz.
Im Mai 2021 qualifizierte sich Jelle Geens zusammen mit Claire Michel, Marten Van Riel und Valerie Barthelemy in der belgischen Staffel für einen Startplatz bei den Olympischen Sommerspielen (23. Juli bis 8. August) in Tokio, wo das Team den fünften Rang belegte.
Die Weltmeisterschafts-Rennserie 2022 beendete Jelle Geens auf dem vierten Rang.
Bei den Olympischen Sommerspielen 2024 belegte er in Paris im August den 42. Rang. Beim Ironman 70.3 Zell am See-Kaprun belegte der 31-Jährige im September 2024 hinter dem Deutschen Mika Noodt den zweiten Rang.
Im Oktober gewann er den T100 Lake Las Vegas.

### Ironman 70.3 Weltmeister 2024
Im Dezember wurde Geens im neuseeländischen Taupō auf der Mitteldistanz Ironman-70.3-Weltmeister.
Im März 2025 gewann der amtierende Weltmeister den Ironman 70.3 Geelong.

## Sportliche Erfolge
| Datum/Jahr    | Rang | Wettbewerb                                      | Austragungsort | Zeit     | Bemerkung                                                                                                |
| ------------- | ---- | ----------------------------------------------- | -------------- | -------- | --- |
| 31. Juli 2024 | 42   | Olympische Sommerspiele 2024                    | Paris          | 01:50:35 | |
| 14. Juli 2024 | 4    | ITU World Championship Series 2024              | Hamburg        | 00:50:18 | |
| 11. Mai 2024  | 15   | ITU World Championship Series 2024              | Yokohama       | 01:43:20 | |
| 26. Nov. 2022 | 3    | ITU World Championship Series 2022              | Abu Dhabi      | 01:44:34 | |
| 6. Nov. 2022  | 4    | ITU World Championship Series 2022              | Bermuda        | 01:49:59 | |
| 14. Aug. 2022 | 4    | ETU Triathlon European Championship Mixed Relay | München        | 01:27:01 | Europameisterschaft; gemischte Staffel; mit Valerie Barthelemy, Erwin Vanderplancke und Jolien Vermeylen |
| 12. Aug. 2022 | 5    | ETU Triathlon European Championship             | München        | 01:41:39 | Europameisterschaft auf der olympischen Distanz                                                          |
| 9. Juli 2022  | 5    | ITU World Championship Series 2022              | Hamburg        | 00:53:36 | |
| 5. Nov. 2021  | 1    | ITU World Championship Series 2021              | Abu Dhabi      | 00:52:20 | |
| 31. Juli 2021 | 5    | Olympische Sommerspiele 2020, Mixed Relay       | Tokio          | 01:24:36 | in der gemischten Staffel mit Claire Michel, Marten Van Riel und Valerie Barthelemy                      |
| 15. Mai 2021  | 2    | ITU World Championship Series 2021              | Yokohama       | 01:43:05 | |
| 1. Juni 2019  | 3    | ETU Triathlon European Championships            | Weert          |          | Europameisterschaft auf der olympischen Kurzdistanz                                                      |
| 11. Aug. 2018 | 3    | ETU Triathlon European Championship Mixed Relay | Glasgow        | 01:15:29 | in der vierköpfigen Staffel                                                                              |
| 18. Aug. 2016 | 38   | Olympische Sommerspiele 2016                    | Rio de Janeiro | 01:52:05 | |
| 29. Juni 2013 | 2    | ETU Triathlon European Championship U23         | Rijssen-Holten | 01:50:38 | U23-Vizeeuropameister Triathlon                                                                          |
| 24. Juni 2011 | 2    | ETU Triathlon European Championship Junior Men  | Pontevedra     |          | Triathlon-Vizeeuropameister Junioren                                                                     |

| Datum/Jahr    | Rang | Wettbewerb                          | Austragungsort | Zeit     | Bemerkung                                        |
| ------------- | ---- | ----------------------------------- | -------------- | -------- | ------------------------------------------------ |
| 9. Aug. 2025  | 3    | T100 London                         | London         | 03:19:50 | 2 km Schwimmen, 80 km Radfahren und 18 km Laufen |
| 14. Juni 2025 | 1    | T100 Vancouver                      | Vancouver      | 03:12:49 | [ 4 ]                                            |
| 23. März 2025 | 1    | Ironman 70.3 Geelong                | Geelong        | 03:33:24 |                                                  |
| 15. Dez. 2024 | 1    | Ironman 70.3 World Championships    | Taupō          | 03:32:09 |                                                  |
| 19. Okt. 2024 | 1    | T100 Lake Las Vegas                 | Lake Las Vegas | 03:19:34 | [ 5 ]                                            |
| 1. Sep. 2024  | 2    | Ironman 70.3 Zell am See-Kaprun     | Zell am See    |          |                                                  |
| 6. Apr. 2024  | 4    | Ironman 70.3 California             | Oceanside      | 03:50:01 |                                                  |
| 5. Dez. 2021  | 3    | Ironman 70.3 Indian Wells-La Quinta | Indian Wells   |          |                                                  |

(DNF – Did Not Finish)